# Jáson Demetríou
Jason Demetríou (en grec moderne : Τζέισον Δημητρίου) (né le 18 novembre 1987 à Newham, Londres en Angleterre) est un footballeur international chypriote qui possède également la nationalité anglaise,  qui joue au Southend United.

## Biographie
En 2005, il commence à jouer pour le Leyton Orient Football Club, dans son pays natal, l'Angleterre. 
Cependant, lorsqu'il est appelé pour représenter Chypre à l'international, il rejoint l'AEK Larnaca, club chypriote.
Le 1er juillet 2015, il rejoint Walsall.

## Carrière
| Saison    | Club                  | Pays               | Championnat       | Coupes nationales | Coupes continentales | Sélection |
| --------- | --------------------- | ------------------ | ----------------- | ----------------- | -------------------- | --------- |
| 2005-2006 | Leyton Orient         | League Two         | 3 match           | -                 | -                    | -         |
| 2006-2007 | Leyton Orient         | League One         | 15 match / 2 buts | 4 matchs          | -                    | -         |
| 2007-2008 | Leyton Orient         | League One         | 43 match / 3 buts | 6 matchs / 1 but  | -                    | -         |
| 2008-2009 | Leyton Orient         | League One         | 43 match / 4 buts | 6 matchs / 2 but  | -                    | 3 matchs  |
| 2009-2010 | Leyton Orient         | League One         | 38 match / 1 buts | 6 matchs / 1 but  | -                    | -         |
| 2010-2011 | AEK Larnaca           | Ligue Marfin Laiki | 15 match          | -                 | -                    | 4 matchs  |
| 2011-2012 | AEK Larnaca           | Ligue Marfin Laiki | 23 match / 1 but  | 5 matchs          | 6 matchs             | 7 matchs  |
| 2012-2013 | AEK Larnaca           | Ligue Marfin Laiki | 19 match / 3 but  | 1 match           | -                    | 6 matchs  |
| 2013-2014 | Anorthosis Famagouste | Ligue Marfin Laiki | 18 match / 1 but  | 2 matchs          | -                    | 4 matchs  |

Dernière mise à jour le 23 mars 2014